# Dillonvale (Comtat de Hamilton)
Dillonvale és una concentració de població designada pel cens dels Estats Units a l'estat d'Ohio. Segons el cens del 2000 tenia 3.716 habitants.

## Demografia
Segons el cens del 2000, Dillonvale tenia 3.716 habitants, 1.612 habitatges, i 1.081 famílies. La densitat de població era de 1.594,2 habitants per km².
Dels 1.612 habitatges en un 26,3% hi vivien nens de menys de 18 anys, en un 54,5% hi vivien parelles casades, en un 10% dones solteres, i en un 32,9% no eren unitats familiars. En el 29,8% dels habitatges hi vivien persones soles el 15,9% de les quals corresponia a persones de 65 anys o més que vivien soles. El nombre mitjà de persones vivint en cada habitatge era de 2,31 i el nombre mitjà de persones que vivien en cada família era de 2,86.
Per edats la població es repartia de la següent manera: un 21,1% tenia menys de 18 anys, un 6% entre 18 i 24, un 28,1% entre 25 i 44, un 21,4% de 45 a 60 i un 23,3% 65 anys o més.
L'edat mediana era de 42 anys. Per cada 100 dones de 18 o més anys hi havia 84,9 homes.
La renda mediana per habitatge era de 45.307 $ i la renda mediana per família de 52.041 $. Els homes tenien una renda mediana de 42.171 $ mentre que les dones 26.357 $. La renda per capita de la població era de 21.553 $. Aproximadament el 2,8% de les famílies i el 3,8% de la població estaven per davall del llindar de pobresa.